# دونكان الكسندر ستيوارت
دونكان الكسندر ستيوارت هو سياسي كندي، ولد في 30 يونيو 1850، وتوفي في 18 ديسمبر 1936. حزبياً، نشط في الحزب الليبرالي الكندي. وقد انتخب عضو مجلس العموم الكندي.